# Eutaw
Eutaw [ˈjuːtɔː] är administrativ huvudort i Greene County i Alabama. Vid 2020 års folkräkning hade Eutaw 2 937 invånare.

## Kända personer från Eutaw
- Oliver H. Cross, politiker
- Calvin Davis, friidrottare